# シードラゴン (原子力潜水艦)
|          |                                |
| 艦歴     |                                |
| 発注     | 1955年9月29日                  |
| 起工     | 1956年6月20日                  |
| 進水     | 1958年8月16日                  |
| 就役     | 1959年12月5日                  |
| 退役     | 1983年6月12日                  |
| その後   | 原子力艦再利用プログラム       |
| 除籍     | 1986年4月30日                  |
| 性能諸元 |                                |
| 排水量   | 水上 2,580トン、水中 2,861トン |
| 全長     | 268 ft (82 m)                  |
| 全幅     | 25 ft (7.6 m)                  |
| 吃水     | 22 ft 5 in (6.83 m)            |
| 機関     |                                |
| 最大速   | 20+ノット (37 km/h)            |
| 乗員     | 士官、兵員95名                 |
| 兵装     | 21インチ魚雷発射管8門          |

シードラゴン (USS Seadragon, SSN-584) は、アメリカ海軍の原子力潜水艦。スケート級原子力潜水艦の4番艦。艦名はタツノオトシゴに近縁のシードラゴンまたはネズッポ科の通称に因む。その名を持つ艦としてはサーゴ級潜水艦7番艦(SS-194)以来2隻目。

## 艦歴
シードラゴンは1956年6月20日にメイン州キタリーのポーツマス海軍造船所で起工した。1958年8月16日にロバート・L・デニスン夫人によって命名、進水し、1959年12月5日に艦長ジョージ・P・スティール少佐の指揮下就役する。
カリブ海での整調巡航に続いてポーツマスに帰還したシードラゴンは1960年8月1日に太平洋へ出航した。北西航路経由での巡航を命じられ、シードラゴンはパリー海峡北方へ移動、水道の東端であるランカスター海峡に8月半ばに達し、ウィリアム・エドワード・パリーが1819年に書いた日誌をガイドとして西方に進んだ。
途中で海洋学・水路学的データを収集し、シードラゴンはバロー海峡、バイカウントメルビル海峡、マクルアー海峡を通過した。8月21日にシードラゴンは潜水艦として初めて北西航路を通過してボーフォート海入りし、北極点に向けて航行、8月25日に到達した。薄い氷を破り、北極点で浮上した初の潜水艦となる。乗組員は下艦しソフトボールのダイヤモンドを描き、北極点をピッチャーズボックスにして、艦長が水曜日の午後4時にフライを打ち上げ、それは木曜日の午前4時まで捕まれなかった。シードラゴンは北極点から南へ向きを変え（他の選択肢は存在しなかった）、T-3 氷山上の科学者と協力して実験を行った後、チュクチ海およびベーリング海峡に向かって進んだ。9月5日にシードラゴンはアラスカ州のノームに到着し、その9日後に母港の真珠湾に到着した。シードラゴンはパリー海峡経由で北西航路を通過した功績により海軍殊勲部隊章を受章した。
続く9ヶ月間、シードラゴンは沿岸での作戦活動に従事する。1961年6月に西へ向けて出航、初めての西太平洋配備に就く。配備の間、第7艦隊と共に演習を行い、対潜水艦戦訓練を支援、加えて58日間の耐久潜航を達成した。10月に真珠湾に帰還し沿岸での活動に従事する。
1962年7月12日、シードラゴンは真珠湾を出港し2度目の北極海巡航に向かう。ベーリング海峡とチュクチ海を通過し、T-3 と連絡をとり、続いて北に移動、姉妹艦のスケート (USS Skate, SSN-578) と合流した。7月31日、二隻の潜水艦は海氷下を巡航し北極点に向かい、8月2日に到達した。ソナーおよび兵装の評価試験を行い、その後砕氷艦バートン・アイランド (USS Burton Island, AGB-1) と合流した。8月後半に2隻の潜水艦はそれぞれの母港に向かった。途中シードラゴンはワシントン州シアトルを訪問し、また墜落した水上機の乗員12名を救助、彼らをポートアンジェルスへ送り届けた。9月14日にシードラゴンは真珠湾に帰還した。
1963年前半にシードラゴンは沿岸での活動に従事し、2度目の西太平洋配備に就いた。7月8日に真珠湾海軍造船所に入渠し初の燃料交換およびオーバーホールが行われた。1964年5月後半にハワイ海域での作戦活動を再開する。続いてワシントン州沖で魚雷の評価試験を行い、1964年8月10日にトンキン湾事件に対応して西へ向けて出航した。9月から10月の間、スービック湾での作戦活動に従事し、続いて香港を訪問、沖縄および日本本土に向かい広報活動のための巡航を行った。
11月12日、佐世保港に到着し、日本に初めて入港した原子力潜水艦となった。日本では寄港に先立ち、原子力委員会が安全に支障なしとする見解を発出したが、寄港に対する反対運動が繰り広げられた。
その後、第7艦隊との演習にも参加した。1965年3月4日、真珠湾に帰還する。
続く4年にわたってシードラゴンはハワイ海域での活動と、西海岸沖での訓練および評価演習を交互に行い、西太平洋での第7艦隊配備に従事した。しかしながら1968年7月には真珠湾海軍造船所に入渠し34ヶ月に及び燃料交換およびオーバーホールが行われた。作業が完了すると1971年3月に任務を再開した。
1983年6月12日、シードラゴンは退役し1986年4月30日に除籍された。船体は1994年10月1日に原子力艦再利用プログラムに従って解体が始められ、1995年9月18日に作業は完了した。